# Vratišinec
Vratišinec (ungarisch: Murasiklós) ist eine Gemeinde in der Gespanschaft Međimurje, Kroatien.

## Geographie
Die Gemeinde befindet sich etwa 11 Kilometer nördlich von Čakovec, der Hauptstadt der Gespanschaft Međimurje, nahe der Grenzen zu Slowenien und zu Ungarn. Zur Gemeinde gehören auch das Dorf Gornji Kraljevec und der Weiler Remis, der zwischen Gornji Kraljevec und Sivica liegt. Die Eisenbahnlinie, die Čakovec mit Mursko Središće und Lendava verbindet, führt durch die Gemeinde. Am Ortsrand von Vratišinec befindet sich ein kleiner Bahnhof.

## Einwohner
Bei der Volkszählung 2011 betrug die Einwohnerzahl des Dorfes Vratišinec 1392, während die Einwohnerzahl der gesamten Gemeinde 1984 betrug.[1] Die Mehrheit der Bevölkerung (98 %) bezeichnete sich als Kroaten.

## Geschichte
Vratišinec wird erstmals im Jahr 1458 als Besitz der Grafen von Celje unter dem Namen Bratrvsincz erwähnt. Bereits 1478 wurde es als Bratischinecz, 1636 als Wratissnicz und 1752 als Vratissinecz erwähnt. Der ungarische Linguist László Hadrovics behauptet, dass der Name Vratišinac vom Substantiv Bruder, also dem Personennamen Bratiša/Vratiša, stammt. Wie viele Orte in Međimurje wurde Vratišinec wahrscheinlich nach seinem ehemaligen Feudalherrn (Bratiša, Vratiša) benannt.

### Pfarrei Vratišinec
Von 1570 war das Gebiet 1623 der protestantisch.
Die Pfarrei der Kreuzerhöhung (Župa Vratišinec, Uzvišenje sv. Križa) wurde am 1. November 1789 gegründet. Der damalige Bischof von Zagreb, Maksimilijan Vrhovac, gründete allein in diesem Jahr etwa achtzig neue Pfarreien. Die Pfarrei entstand durch die Teilung der Pfarrei Selnica. Der erste Pfarrer der neu gegründeten Gemeinde war der aus Sveti Ivan Zelina stammende Luka Rosina. In Vratišinac gab es eine hölzerne Filialkapelle. Bei einer Visitation im Jahr 1760 wurde berichtet, dass die Menschen und ihr Pfarrer eine neue Backsteinkapelle errichteten. Im Jahr 1789 wurde die Kirche zur Pfarrkirche. Heute sind nur nach der rechteckige Altarraum und der Altar mit dem Kruzifix erhalten. An der Außenseite wurden Grabsteine aus den Jahren 1811, 1815 und 1826 aufgestellt, unter denen die Gedenktafel von Lovro Hranjec, einem Pfarrer, hervorsticht. Der Grundstein für die neue Kirche wurde am 19. März 1896 während der Amtszeit des Pfarrers Martin Koter gelegt. Ein lebensgroßes Bild von ihm, auf dem er in seiner rechten Hand den Plan der neuen Kirche hält, befindet sich noch im Besitz der Gemeinde. Im Jahr 1896 wurde die Kirche von Marandini, einem Baumeister aus Varaždin, mit Hilfe der Gläubigen erbaut. Die Kirche wurde am 3. Januar 1897 vom Erzdiakon Franji Kečkeš geweiht.

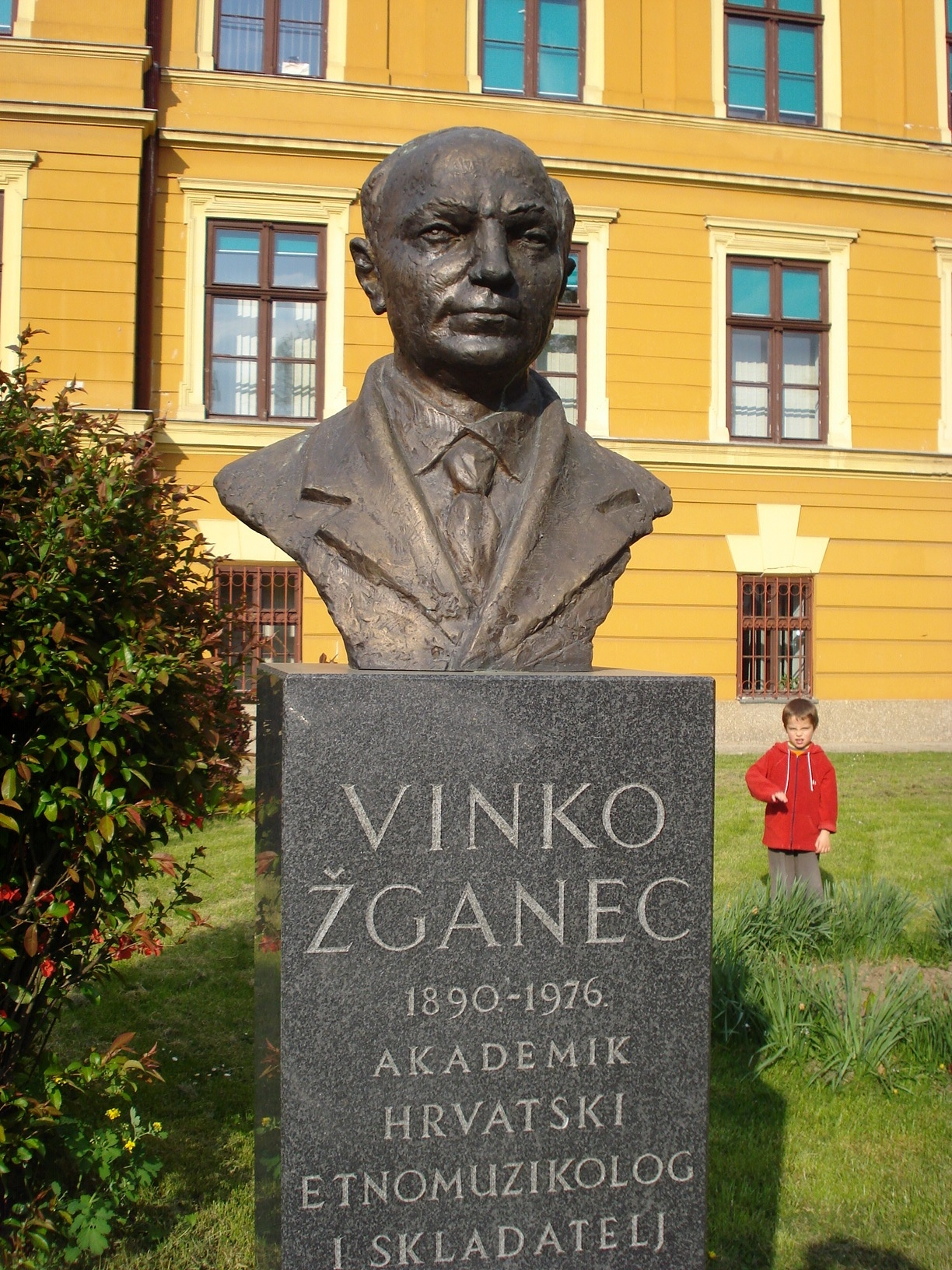
Büste des Ethnomusikologen Vinko Žganec

Das geräumige neogotische Gebäude mit einem polygonalen Altarraum, mit geräumigen Kapellen und einer Sakristei und einem Lagerraum neben den Kapellen direkt neben dem Altarraum, wird von 28 Strebepfeilern getragen. Vor der Hauptfassade stehen zwei spätbarocke Steinskulpturen von 1779 der Heiligen Johannes und Paulus auf hohen quadratischen Sockeln. Wertvolles Inventar der ursprünglichen Kirche waren drei Altäre, eine Kanzel mit einem Relief des Guten Hirten, eine Orgel aus der Mitte des 18. Jahrhunderts, die 1896 aus der Pfarrkirche in Varaždin mitgebracht wurde. Ein einzelnes Beispiel nordischer Renaissancemalerei aus der ersten Hälfte des 16. Jahrhunderts ist das Gemälde der Jungfrau mit Kind auf dem Seitenaltar. Neben den Holzstatuen von Joachim und Anna befindet sich auf dem Altar von Maria Snježna auch ein Gemälde der Jungfrau mit dem Kind, das unter den Kirchen von Međimurje hervorsticht. Es wurde 1552 von P. Paul gemalt. Anlässlich des dreihundertjährigen Jubiläums wurde es 1822 von Adametz renoviert. Bei dieser Gelegenheit wurde es von 86,5 × 67 cm auf 118 cm vergrößert und so für das Altarbild adaptiert. Es wird angenommen, dass die Köpfe Mariens und Jesu damals mit vergoldeten Applikationen in Form einer Krone gekrönt wurden. Das Gemälde der Jungfrau mit dem Kind in Vratišinec ist ein seltenes Beispiel der Malerei der nördlichen Renaissance in Međimurje und in ganz Nordkroatien. Das Bild wurde Ende des letzten Jahrhunderts auf dem Mariologischen Kongress in Saragossa, Spanien, besprochen und präsentiert. Sie wird liebevoll „Međimurje fijolica“ genannt.

## Persönlichkeiten
- Vinko Žganec (* 20. Januar 1890; † 12. Dezember 1976 in Zagreb) Ethnomusikologe und Melograf
- Antun Bukovec, Sportler und Kulturfunktionär